# Szychowo (rejon mieżdurieczeński)
Szychowo (ros. Шихово) – wieś w Rosji, w rejonie mieżdurieczeńskim obwodu wołogodzkiego. W 2021 r. była niezamieszkana.